# Chicken Invaders

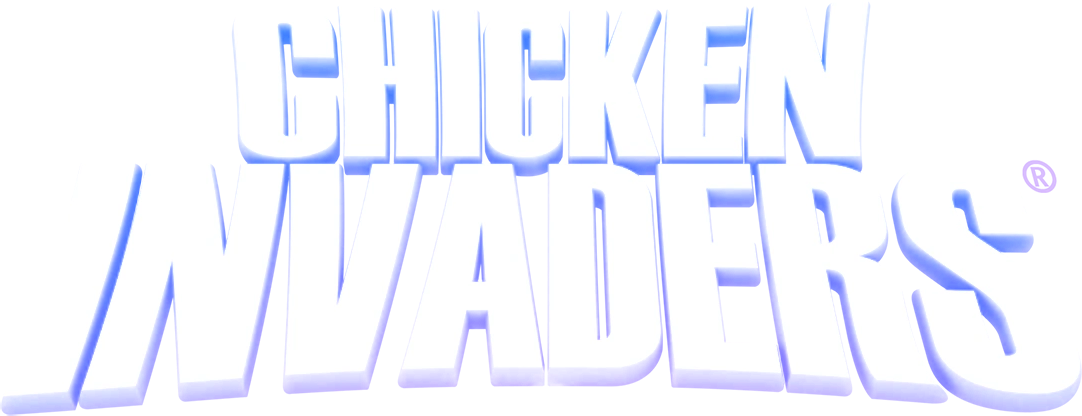
Logo de Chicken Invaders

Chicken invaders es un videojuego perteneciente al género de Matamarcianos, creado en 1999 por InterAction Software, con la posibilidad de jugar de a 1 o 2 jugadores. Los niveles consisten en diez oleadas y estas nunca cambian. Puede considerarse una parodia de Space Invaders por el modo de juego; es decir, dispararle a pollos que lanzan huevos en lugar de peligrosos extraterrestres o aliens.

## Niveles
Los niveles siempre aparecerán de la siguiente forma:
1.Formación de pollos azules.
2.Formación de pollos azules (más fuerte).
3.Lluvia de meteoros (caída en diagonal)
4.Formación de pollos rosa (pueden ir alrededor de la tierra o en desorden).
5.Formación de pollos rosa (pueden ir alrededor de la tierra o en desorden)(más fuerte).
6.Lluvia de meteoros (caída hacia abajo).
7.Pequeña formación de pollos rosa (van de lado a lado y cayendo lentamente).
8.Gran formación de pollos rosa (caen en forma diagonal)
9.Lluvia de meteoros (caída en diagonal aleatoria)
10.Pollo gigante color verde (jefe).
Esta secuencia se repite por todos los niveles

## Chicken invaders 2: La siguiente gira
Chicken Invaders 2 también sigue con la posibilidad de jugar con 2 jugadores.
Tiene 110 giras (incluyendo 10 niveles secretos), cada 10 giras (niveles) se pasa al siguiente mundo(son 11 mundos).
En todos los niveles, excepto el cinturón de Asteroides, la novena gira tiene un nivel extra (generalmente una arma nueva o una bonificación de poder para el arma) si es que no se usan misiles; en el cinturón de asteroides, no hay ningún nivel extra, sólo un continuo ataque de asteroides. La última gira tiene un jefe en todos los planetas excepto el cinturón de Asteroides. 
Las armas constan de 10 niveles distintos de disparo, y un último nivel 11 secreto, que sólo puede ser alcanzado por un adicional de 10 bonos de poder después del 10.º nivel de bono.
En todas las giras, los pollos ponen constantemente huevos, como método de defensa (Ornamentos de Navidad en la edición de Navidad), que tienen que ser esquivados, y tutos de pollo que deben ser recogidos para obtener misiles (hojas de acebo en la edición de Navidad).

## Chicken Invaders 3: La venganza de la Yema
Chicken Invaders 3 es similar a la segunda edición (con modo cooperativo de hasta 4 jugadores). Consiste en 120 giras, 10 niveles en cada uno de los sistemas estelares a excepción del último, el Sistema Solar, en la cual cada nivel es un planeta distinto. Con 30 bonos únicos. Cada arma tiene 11 niveles, y el arma secreta 12 niveles, que puede ser alcanzada con 9 bonos adicionales de poder después del nivel de arma 11(20).

## Chicken Invaders 4: La Tortilla Final
Es la nueva parte de la saga que incluye una nueva arma, con la cual comienzas el juego; Satélites, que son armas especiales que aparecen después de destruir una Caja Fuerte flotante o matar ciertos jefes de sistema estelar; nuevos tipos de niveles, tal como uno en el cual vas girando y cambiando de dirección de manera aleatoria o no aleatoria; sistema de compra de mejoras a través de llaves, conseguidas por matar enemigos que brillan de color oro y las sueltan; mejorados gráficos de acción y sonido en el juego, para disfrutar más; y jefes y oleadas mucho más desafiantes que los del pasado Chicken Invaders 3: ROTY. 
La historia empieza con nuestro héroe de siempre, el cual lo llama un tal Hen Solo (Ganzo Solo en español), parodia de Han Solo de Star Wars, para ayudarlo a salvar su planeta de los pollos, que lo buscan destruir. Pasado esto, decide ayudarlo para acabar una vez más con los pollos.

## Recepción
Cnet dio 4 de 5 estrellas a la versión 1.3, destacando el humor, los gráficos y el sonido, pero critica la falta de elementos para personalizar el juego. Cnet también premió la versión 2.6 con 4 estrellas, elogiando los gráficos de nuevo pero criticando la falta de un modo ventana. Aunque el análisis de Gamespot marcado que por la mitad, la secuela ha tenido una respuesta bastante favorable.